# Hrebli, Semenivka
Hrebli (în ucraineană Греблі) este un sat în comuna Tovste din raionul Semenivka, regiunea Poltava, Ucraina.

## Demografie
Componența lingvistică a localității Hrebli
     Ucraineană (94,51%)
     Rusă (3,92%)
     Română (1,18%)
     Alte limbi (0,39%)
Conform recensământului din 2001, majoritatea populației localității Hrebli era vorbitoare de ucraineană (94,51%), existând în minoritate și vorbitori de rusă (3,92%) și română (1,18%).